# Mundo Deportivo
Mundo Deportivo (‚Sportwelt‘), bis 1999 El Mundo Deportivo ist eine täglich in Barcelona herausgegebene, spanische Sportzeitung. Die Zeitung erschien erstmals 1906 und ist nach der italienischen La Gazzetta dello Sport die zweitälteste Europas.
Die Zeitung gehört der Grupo Godó an, die auch die Tageszeitung La Vanguardia veröffentlicht. Hauptsächlich beschäftigt sich die Sportzeitung mit Fußball, insbesondere mit dem FC Barcelona, berichtet aber unter anderem auch über die spanische Basketballliga, die Motorrad-Weltmeisterschaft, Formel 1 oder Radsport. Daneben werden auch regional unterschiedliche Ausgaben herausgegeben, so beschäftigt sich die  Mundo Atlético schwerpunktmäßig mit Atlético Madrid, die Mundo Deportivo Bizkaia mit Athletic Bilbao und die Mundo Deportivo Gipuzkoa mit Real Sociedad.
El Mundo Deportivo steht in Konkurrenz zu Sport, einer ebenfalls in Barcelona erscheinenden Sportzeitung, sowie zu den in Madrid erscheinenden Marca und As, wobei vor allem die letztere als Hausblatt von Real Madrid angesehen wird.